# Wildgerlosspitze
La Wildgerlosspitze est une montagne qui s’élève à 3 280 m d’altitude dans les Alpes de Zillertal, en Autriche.